# Alchemilla glacialis
Alchemilla glacialis é uma espécie de rosácea do gênero Alchemilla, pertencente à família Rosaceae.